# The Beresford

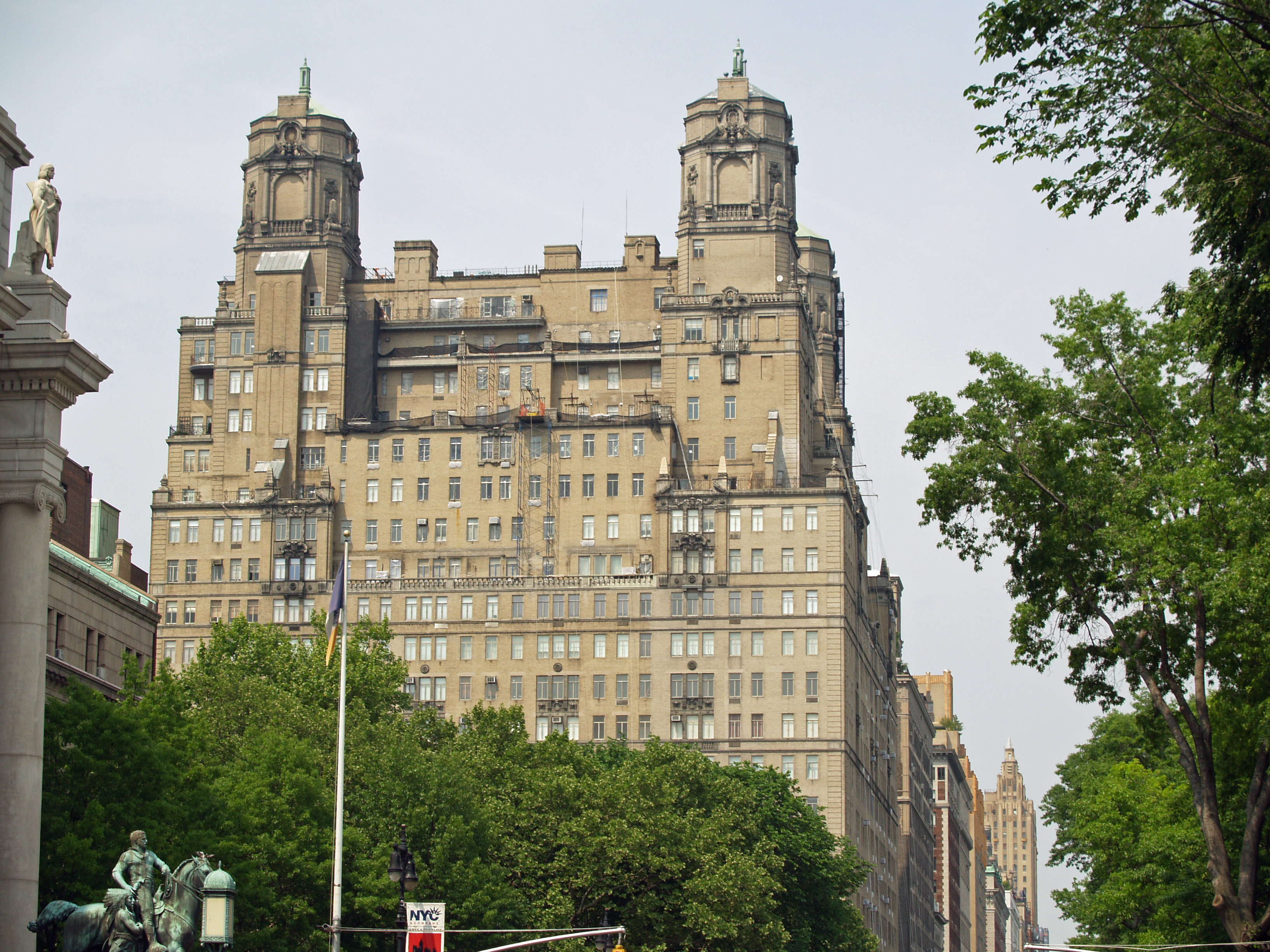
Beresford

The Beresford is een chic flatgebouw aan Central Park in New York. In 1928 werd begonnen met de bouw en het was voltooid op 13 september 1929. Het gebouw heeft 22 verdiepingen en is 85 meter hoog. Het wordt bekroond door achthoekige torens. De naam komt van Hotel Beresford dat op dezelfde plek stond. De architect, Emery Roth, was bekend door het bouwen van luxe appartementen en hotels in de stad.
De flat is een van de drie meest prestigieuze appartementsgebouwen in de Upper West Side. The Dakota is het zuidelijkst, The San Remo (ook ontworpen door Roth) is het langst, en The Beresford is het grootst.
Bekende (voormalige) bewoners van The Beresford zijn komiek Jerry Seinfeld, actrice Glenn Close, sopraan Beverly Sills, zangeres Diana Ross en tennisser John McEnroe. 